# ونگتهنگودی
ونگتهنگودی (به انگلیسی: Vangathangudi) یک روستا در هند است که در تامیل نادو واقع شده‌است.